# مهدي تركي
مهدي تركي (27 سبتمبر 1991 في فرنسا - ) هو لاعب كرة قدم جزائري في مركز الوسط. لعب مع نادي مونز.

## روابط خارجية
- مهدي تركي على موقع قاعدة بيانات كرة القدم.إي يو (الإنجليزية)
- مهدي تركي على موقع Soccerway.com (الإنجليزية)
- مهدي تركي على موقع عالم كرة القدم.نت (الإنجليزية)